# 哈尔施塔特
哈尔施塔特（德語：Hallstatt，發音：[ˈhalʃtat] ⓘ）是奥地利上奥地利州萨尔茨卡默古特地区的一个市镇，位于哈尔施塔特湖湖畔，海拔高度511米，总面积为59.8平方千米，截至2023年1月1日总人口为734人。该市镇以欧洲早期铁器时代中凯尔特人的哈尔施塔特文化命名，其名称中的“Hall”可能源于古凯尔特语的“盐”，历史上这一地区就因盐而致富。
哈尔施塔特是哈尔施塔特-达赫施泰因/萨尔茨卡默古特文化景观的核心，该景观于1997年被联合国教科文组织列入世界文化遗产。由于优美的景色，其成为奥地利旅游的热门目的地，也是一个过度旅游的地区。

## 历史

### 早期文明和罗马时代
迄今为止有关哈尔施塔特地区最古老的发现是公元前5000年左右的一把锄头和几把石斧，在公元前2000年，就已有人类在该地区开采盐矿和定居。约公元前1300年，一个完全开发的盐矿和有组织的采矿已存在，直到20世纪中叶，盐矿一直是该地区繁荣昌盛的基础。
1846年，考古学家约翰·格奥尔格·拉姆绍尔 （Johann Georg Ramsauer） 在今哈尔施塔特附近的萨尔茨堡河谷发现了大量史前遗迹，命名为哈施塔特遗址，由于铁器的出土，这里也被认为是欧洲铁器时代的发祥地。这个遗址横跨公元前1200年到500年，其中约公元前8到5世纪被称为哈尔施塔特文化时期（位于HaC D阶段），其为欧洲青铜时代晚期至铁器时代早期在中欧占主导地位的文化，主要居民为凯尔特人，哈尔施塔特的名字也由此而来。
罗马帝国统治时期（约公元前1世纪至公元4世纪），大规模的盐矿开采重新开始。考古学家在哈尔施塔特发现了不少古罗马文物和该时期的石制建筑遗迹，其中包括罗马的玻璃、胸针、陶器以及古罗马建筑特有的三角楣饰。西罗马帝国灭亡后，该地区长期不为所知。

哈尔施塔特出土的文物
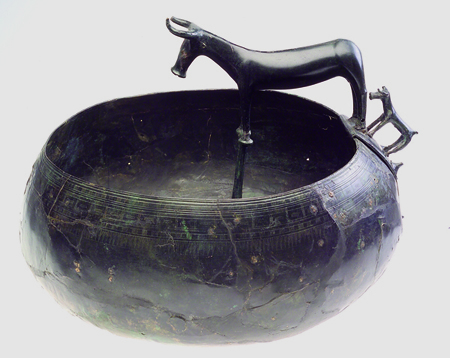
一个饰有母牛和小牛犊的青铜器皿
一个发现于矿井中的皮革制作的背包
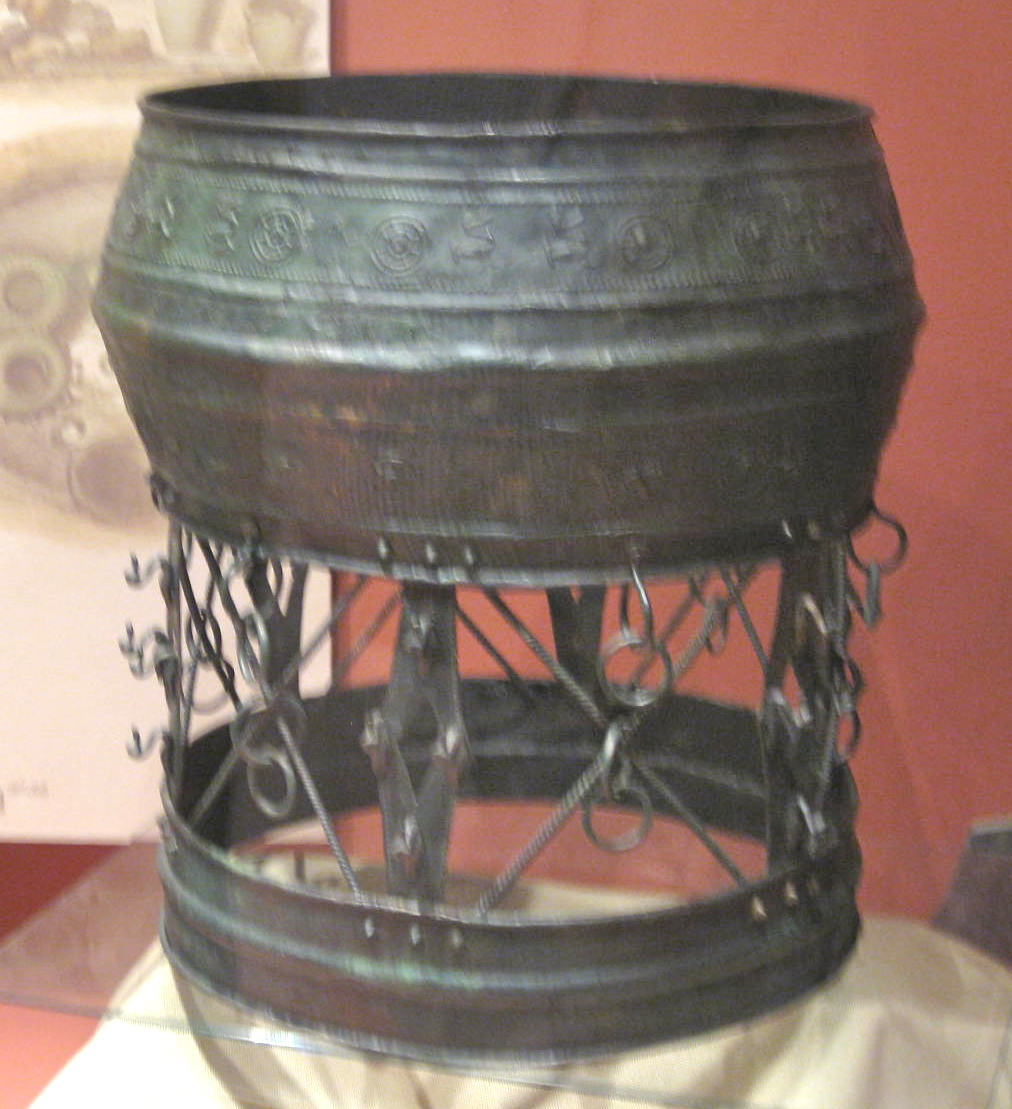
一个带支架的青铜容器，来自哈尔施塔特文化C时期
发现于盐矿中的纺织品碎片
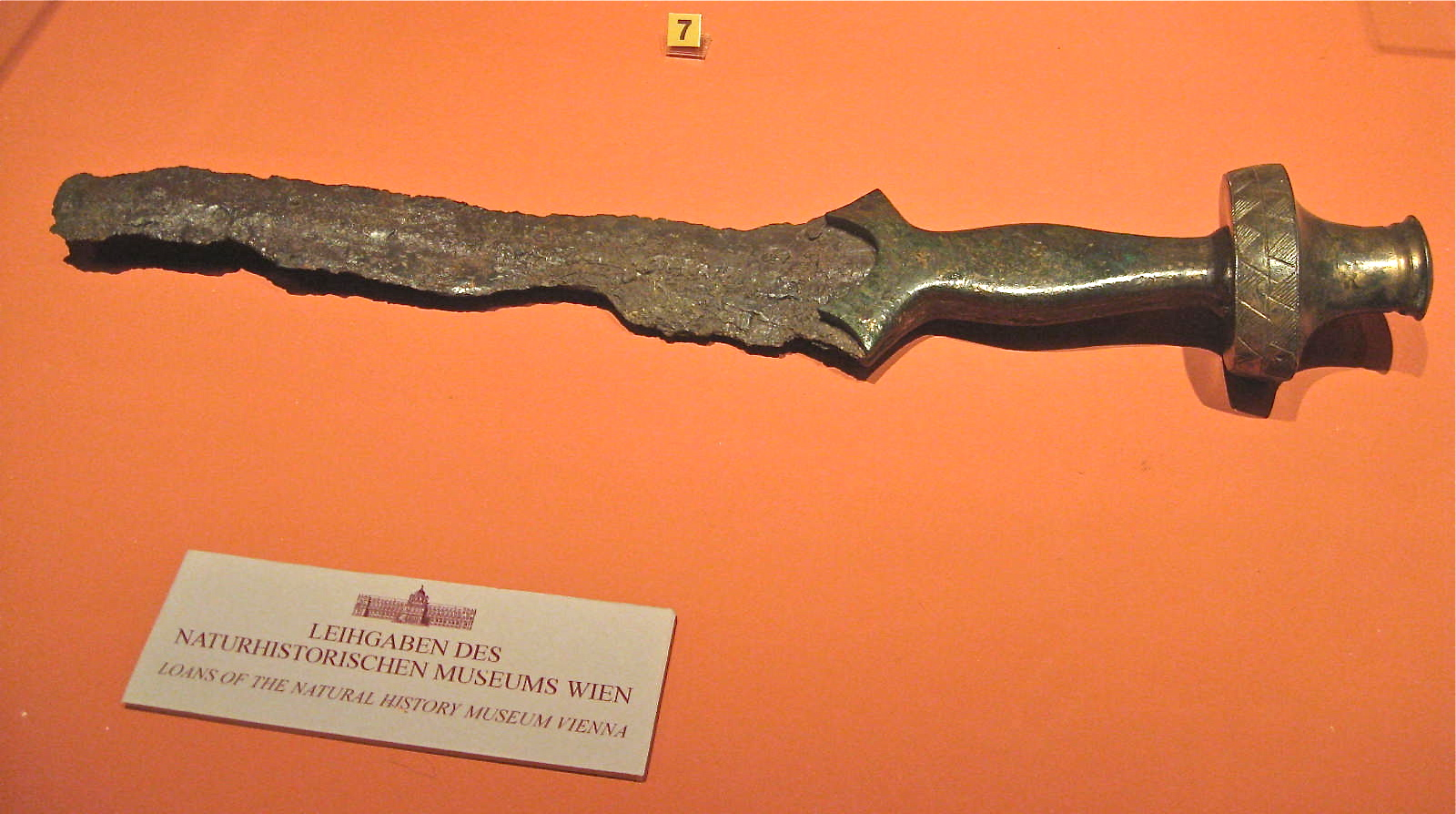
哈尔施塔特文化C时期的Munsingen铁剑
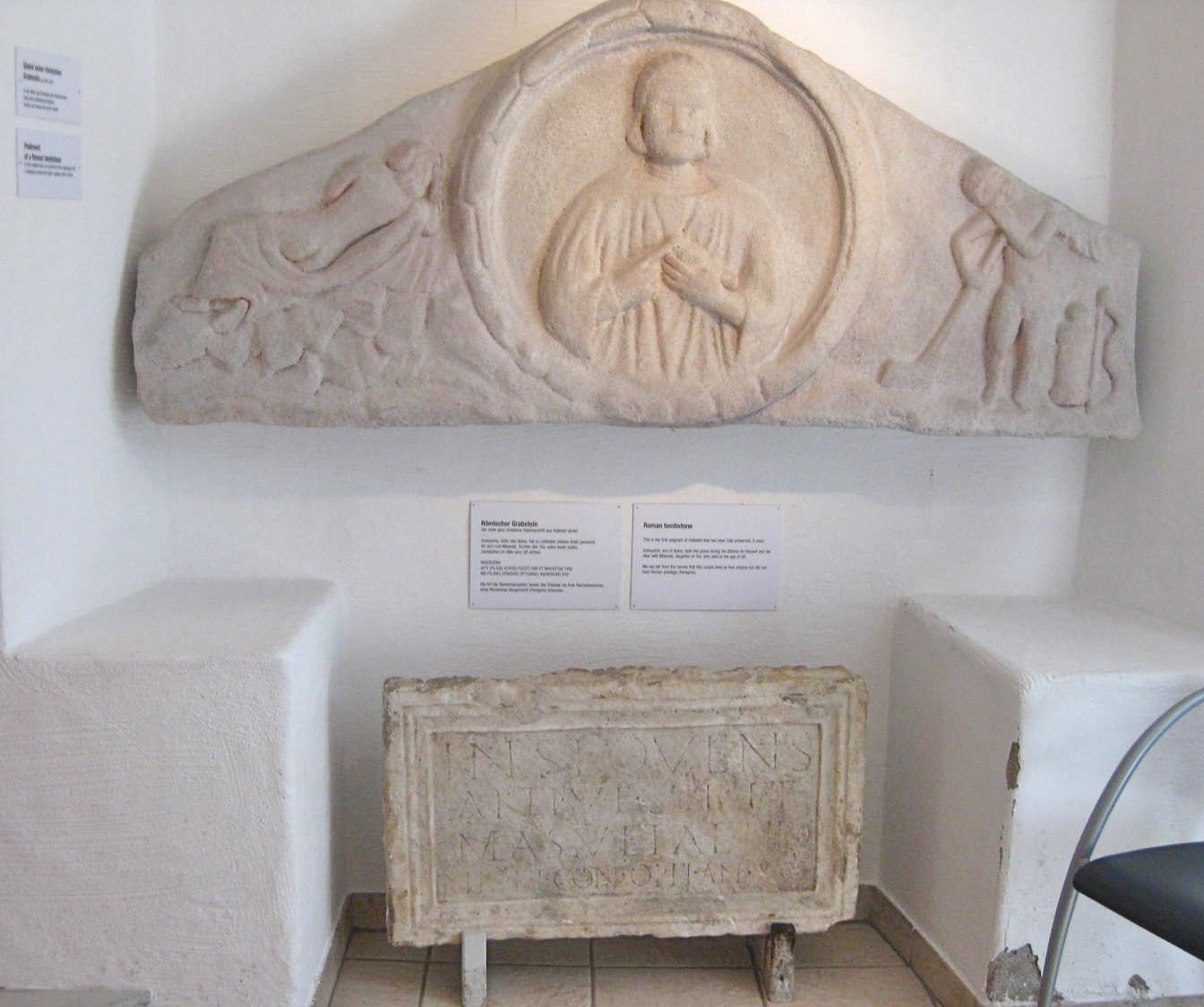
罗马帝国时期雕刻的三角楣饰和铭文

### 中世纪到近代之后
约1254年，正拥有萨尔茨卡默古特地区的波希米亚国王普热米斯尔·奥托卡二世（Přemysl Otakar II）提到了该地区的矿山。约14世纪初，在哈布斯堡王朝接管该地区后，哈尔施塔特对盐矿开采进行了改革，使其成为了一个集镇和重要的盐生产基地。

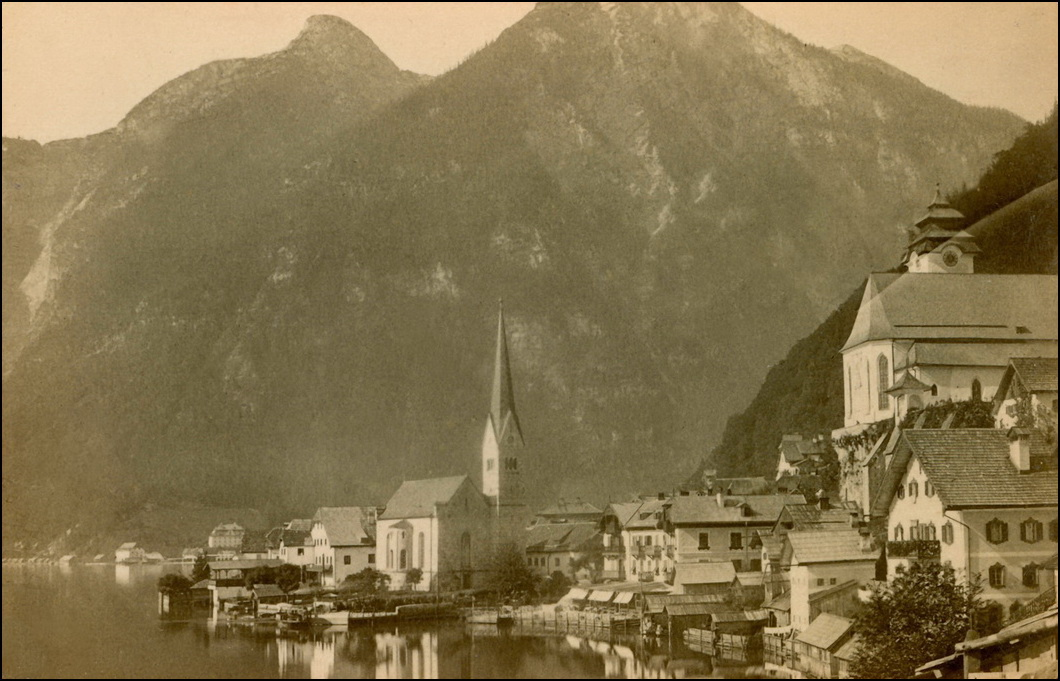
1899年的哈尔施塔特

16世纪时，和奥地利其他许多地区一样，马丁·路德宗教改革的教义也影响到了萨尔茨卡默古特地区。随后，反宗教改革运动兴起，萨尔茨堡罗马教会主教沃尔夫·迪特里希·冯·莱特瑙（Wolf Dietrich von Raitenau）的军队于17世纪初进驻该地区。18世纪中叶，数百名新教徒被赶出哈尔施塔特并被驱逐到特兰西瓦尼亚。
1750年，一场灾难性大火毁坏了哈尔施塔特市中心的大部分中世纪建筑，重建后的建筑深受晚期巴洛克艺术影响，今天，这一风格依然是该城镇的特色。
1781年，奥地利大公弗朗茨·约瑟夫二世（Joseph II）颁布宗教宽容法令，人们期待已久的宗教宽容成为现实，新教徒与天主教徒在很大程度上处于平等地位。1863年，新教教堂在哈尔施塔特湖边建成。
1800年起，旅游业在该地区缓慢发展，第一批旅行者在他们的旅行指南中写道“穿越奥地利瑞士”。随着铁路的建设，萨尔茨卡默古特地区成为受欢迎的旅游目的地。

## 文化和景观

### 代表景点

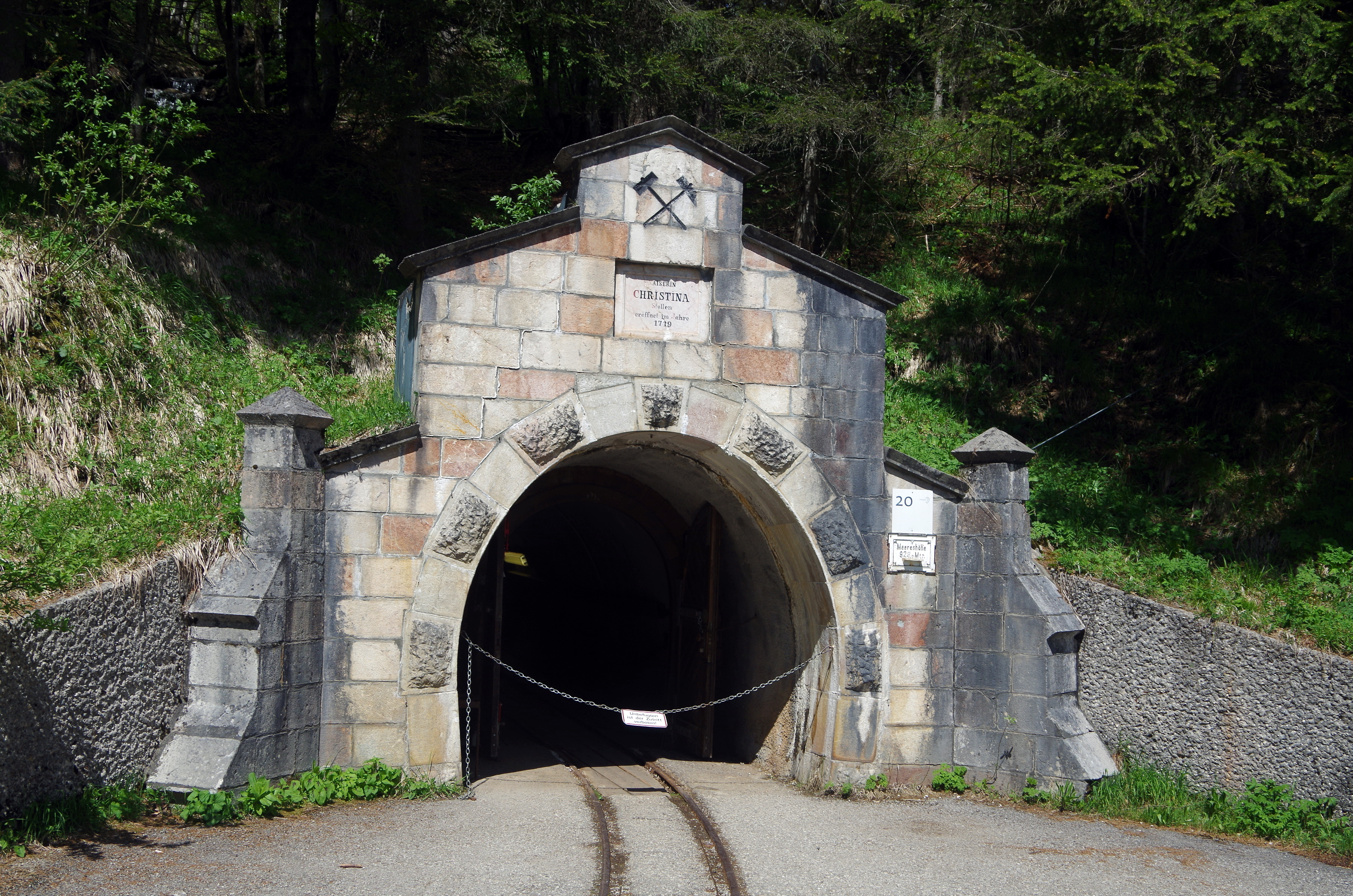
进入盐矿的入口

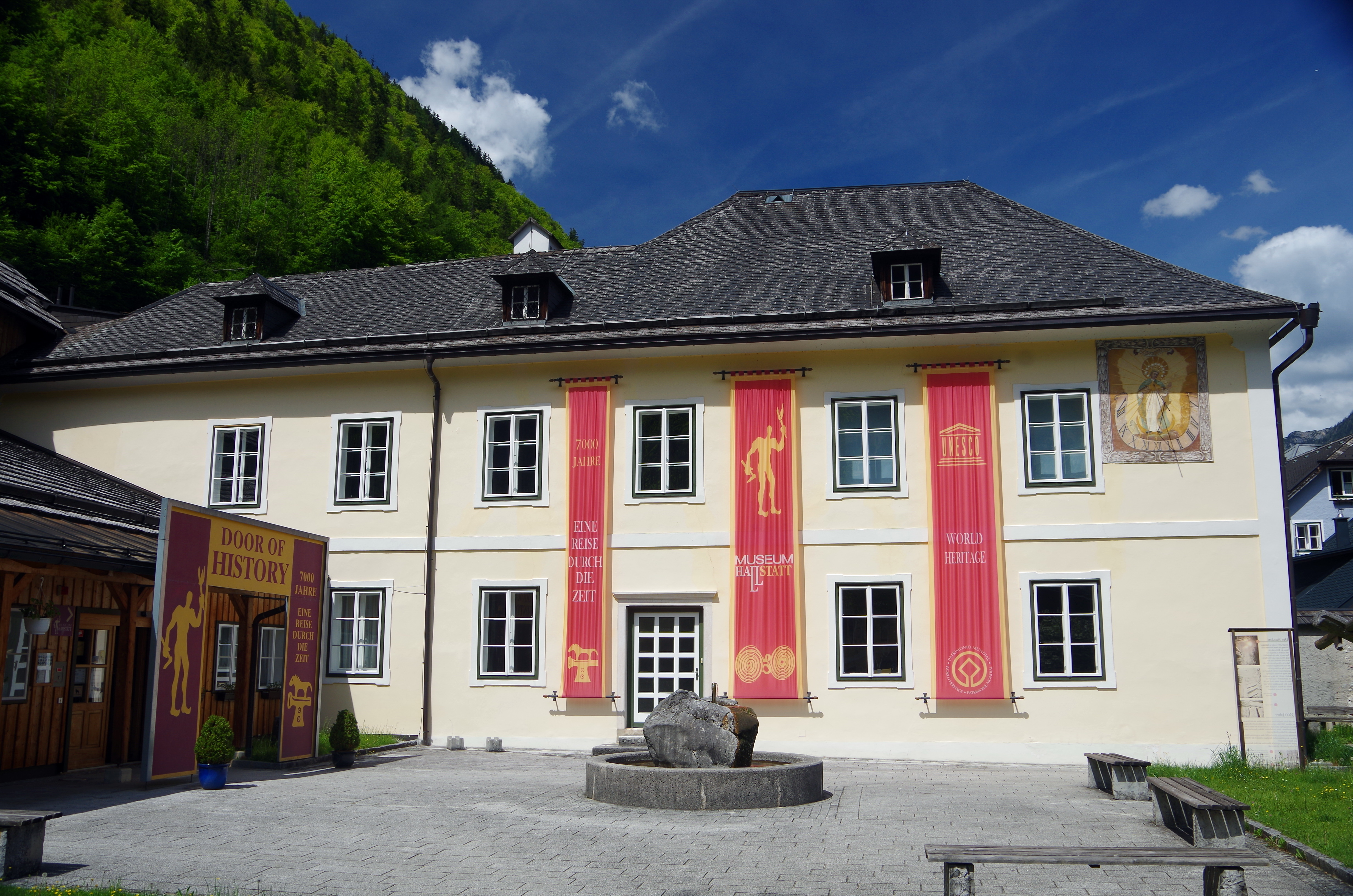
世界文化遗产博物馆外景

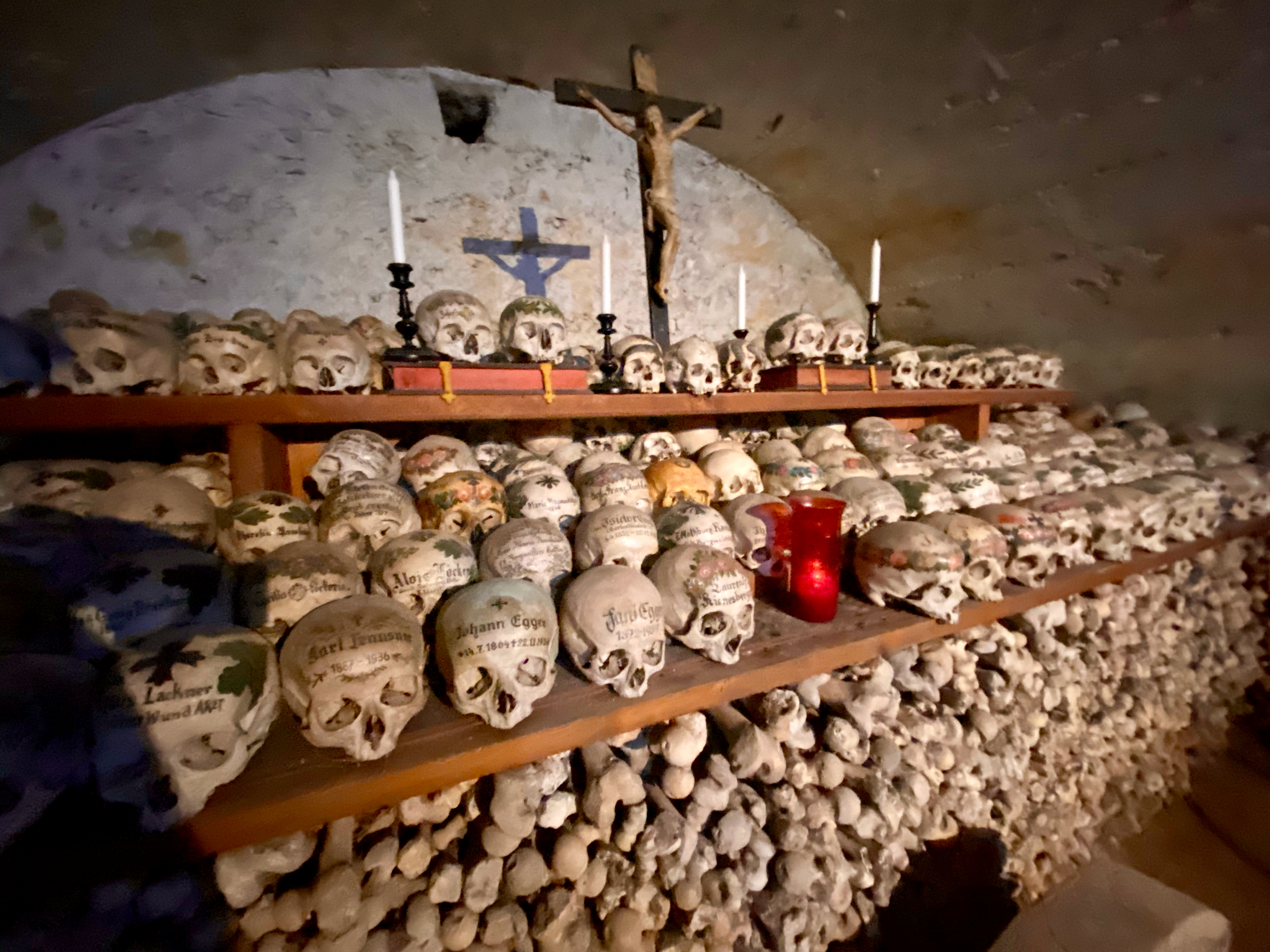
人骨室内景

#### 盐矿
哈尔施塔特的盐矿（Salzwelten）是世界上最古老的盐矿之一，距今已有约7,000年的历史，在2010年停止作业并改造为观光景点。参观盐矿需要乘坐缆车到达山顶的入口，穿上工作服，乘坐轨道矿车到达矿坑底部。游客可以在这里了解盐矿历史、体验矿工滑梯、参观地下盐湖和“盐中人”古尸。

#### 世界文化遗产博物馆
哈尔施塔特世界文化遗产博物馆靠近集市广场，改造自一栋作为盐库的历史建筑，收藏了大量哈尔施塔特遗址和盐矿的考古发现，展示了哈尔施塔特的历史和盐矿开采，其中有不少珍贵的文物。

#### 天主教堂和哈尔施塔特公墓
哈尔施塔特天主教堂（Katholische Kirche），又称圣迈克尔教堂、骸骨教堂，位于哈尔施塔特半山腰处，为哈尔施塔特第一座教堂，也是哥特式建筑的典范，其历史可以追溯到12世纪。教堂后院是哈尔施塔特公墓，每个坟墓上方都放有十字架，由于墓地过小，每隔十年，埋下的尸骨都会被挖出并放入骨室内。

#### 人骨室
人骨室（Beinhaus），又称骨屋、骨库，是天主教堂旁边的木屋，里面摆放有大量骸骨和彩绘头骨。当现有坟墓被重新用于新墓葬时，头骨和骨头会从坟墓转移到骨库中，头骨被绘上装饰画和铭文以供辨认。由于镇上空地不足，收集骸骨已成为一种习俗，且被安置在人骨室中的遗骸只占死者人口的一小部分。

#### 新教教堂
哈尔施塔特新教教堂（Evangelische Kirche），又称基督教堂，位于哈尔施塔特湖湖边，建于1863年，是奥地利福音教会的祈祷堂，也是哈尔施塔特的标志性建筑。

#### 集市广场
集市广场（Marktplatz）是哈尔施塔特城镇的中心位置，也是当地人生活的中心，其历史可追溯至14世纪。广场上有喷泉和三位一体圣柱雕塑，周围环绕着五颜六色的房屋，且有不少纪念品商店、餐馆和咖啡厅。

### 定期活动

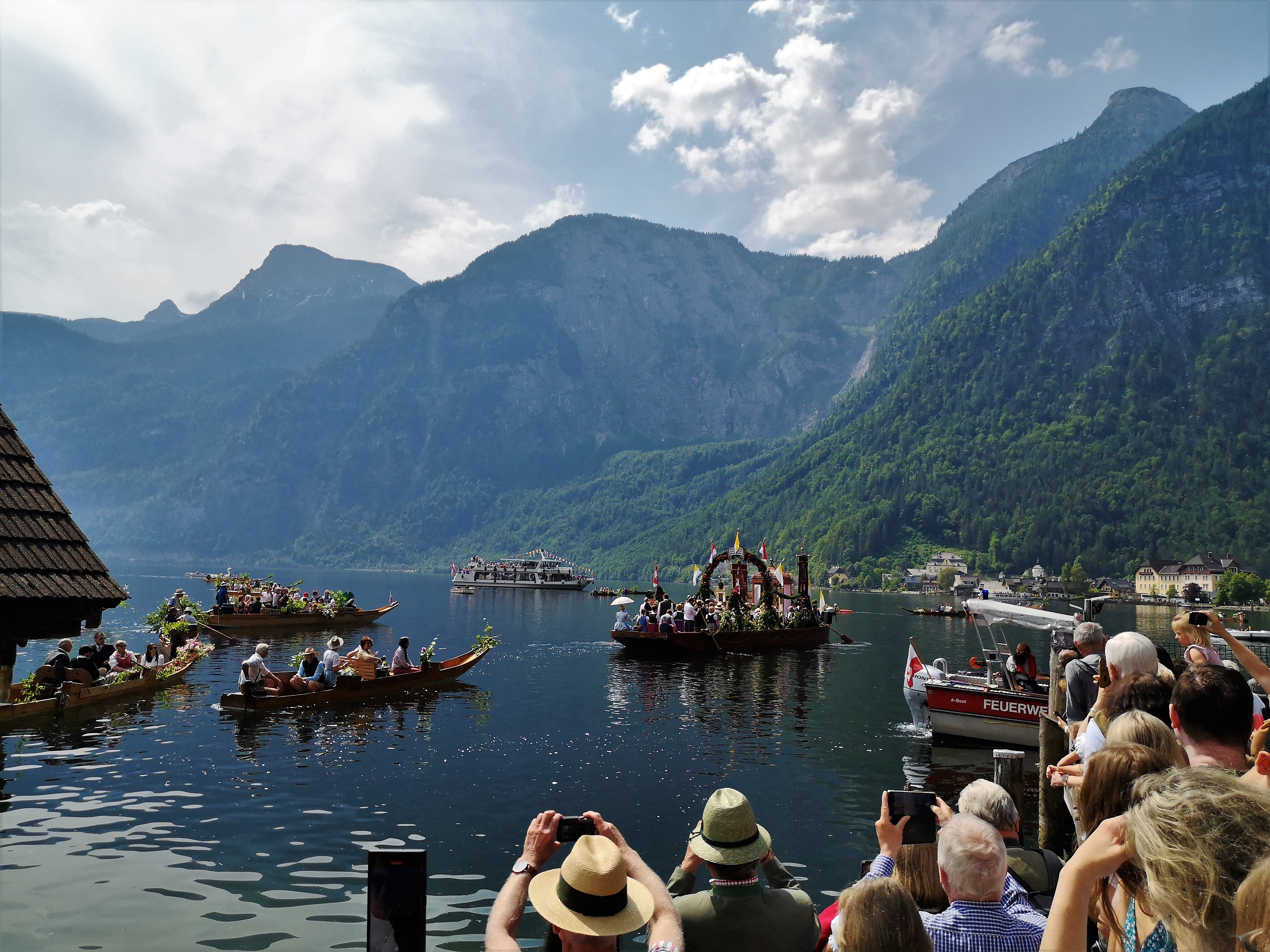
哈尔施塔特科珀斯克里斯蒂400周年游行（2023年）

#### 哈尔施塔特湖上游行
哈尔施塔特湖上游行（Fronleichnamsprozession auf dem See）又称科珀斯克里斯蒂游行，是萨尔茨卡默古特地区的传统文化活动，自1623年以来每年在科珀斯克里斯蒂日举行。天主教堂的弥撒庆祝活动是游行的第一站，之后，身着传统民族服装的游行队伍从集市广场向湖边行进，湖上将驶过各式各样装饰过的传统船只，欢迎游行队伍的到来。

#### 哈尔施塔特环湖马拉松
哈尔施塔特环湖马拉松（Hallstättersee-Rundlauf）自1987年以来一直在哈尔施塔特举行，被称为“奥地利最美的半程马拉松”。参赛者将环绕哈尔施塔特湖，在萨尔茨卡默古特迷人的风景中完成21公里的赛程。

## 旅游和反响
哈尔施塔特的旅游业始于19世纪，在1997年被联合国教科文组织列为世界遗产后，其流行度大幅提高。2006年，哈尔施塔特首次出现在韩国的电视剧《春日华尔兹》中，并逐步进入了亚洲游客的视线。2011年，中国广东省惠州市博罗县模仿哈尔施塔特建造了一个复制品景点，名为哈施塔特村。
2013年，有传言称哈尔施塔特是电影《冰雪奇缘》中艾伦戴尔王国的灵感来源，这给哈尔施塔特带来了巨大的客流。2017年，《奥地利地方报》报道说当地已在教堂雇用“保镖”来阻止游客的打扰。2019年，一场大火烧毁了哈尔施塔特海滨的数幢建筑，当地官方已提醒游客暂时不要前往，但游人总是络绎不绝。虽然当地人对游客的涌入表示不满，但是旅游收入已成为该镇经济不可或缺的一部分。
2020年，该镇专注于“优质”旅游，实行新的公交系统，以限制旅游巴士和游客的数量，且提前预订的巴士将获得优先权。目前，在旺季期间，这个只有700多名居民的小镇每天仍有多达10,000名游客参观。

## 人口
截至2023年10月31日，哈尔施塔特总人口为734人，由于大量外来游客的涌入，不少原住民选择到别处居住，导致近年来其人口呈逐年下降趋势。自1869年以来哈尔施塔特的人口数量变化如下图所示。

### 宗教
根据2001年的人口普查，哈尔施塔特有63%的人口自称是天主教徒，26%的人信奉新教。

## 国际关系

### 友好城镇
- 中华人民共和国广东省惠州市博罗县[24]

## 政治
截至2015年地方选举，哈尔施塔特市议会（Gemeinderat）的席位如下：
- 奥地利社会民主党（SPÖ）：7
- BFH（独立）：4
- 奥地利人民党（ÖVP）：2

Alexander Scheutz （SPÖ） 自 2009 年以来一直担任哈尔施塔特市长。

## 气候
哈尔斯塔特和奥地利的大部分地区一样，为冷温带湿润气候（柯本气候分类Dfb），如果使用-3.0°C或26.6°F等温线，则为温带海洋性气候（柯本气候分类Cfb）。夏季温暖多雨，冬季寒冷多雪。全年降水充足，且在夏季的三个月（6月至8月）达到最高。

春季（3月和4月）是寒冷的冬季和温和的夏季之间短暂的过渡季节。到了11月中旬，秋季转冬，夜间气温低于零点，农作物生长季节为4月至11月初。
| Hallstatt         | Hallstatt   | Hallstatt   | Hallstatt   | Hallstatt   | Hallstatt   | Hallstatt   | Hallstatt   | Hallstatt   | Hallstatt   | Hallstatt   | Hallstatt   | Hallstatt   | Hallstatt    |
| 月份              | 1月         | 2月         | 3月         | 4月         | 5月         | 6月         | 7月         | 8月         | 9月         | 10月        | 11月        | 12月        | 全年         |
| ----------------- | ----------- | ----------- | ----------- | ----------- | ----------- | ----------- | ----------- | ----------- | ----------- | ----------- | ----------- | ----------- | ------------ |
| 平均高温 °C（°F） | 1.5 (34.7)  | 4.0 (39.2)  | 9.2 (48.6)  | 13.9 (57.0) | 19.0 (66.2) | 22.3 (72.1) | 24.1 (75.4) | 23.3 (73.9) | 19.7 (67.5) | 13.8 (56.8) | 6.7 (44.1)  | 2.3 (36.1)  | 13.3 (56.0)  |
| 日均气温 °C（°F） | −2.6 (27.3) | −0.7 (30.7) | 3.7 (38.7)  | 8.0 (46.4)  | 12.9 (55.2) | 16.2 (61.2) | 17.8 (64.0) | 17.2 (63.0) | 13.7 (56.7) | 8.6 (47.5)  | 3.1 (37.6)  | −1.0 (30.2) | 8.1 (46.5)   |
| 平均低温 °C（°F） | −6.5 (20.3) | −5.4 (22.3) | −1.7 (28.9) | 2.2 (36.0)  | 6.8 (44.2)  | 10.2 (50.4) | 11.6 (52.9) | 11.1 (52.0) | 7.8 (46.0)  | 3.4 (38.1)  | −0.5 (31.1) | −4.3 (24.3) | 2.9 (37.2)   |
| 平均降水量 mm（） | 86 (3.4)    | 86 (3.4)    | 89 (3.5)    | 110 (4.3)   | 125 (4.9)   | 172 (6.8)   | 177 (7.0)   | 153 (6.0)   | 104 (4.1)   | 91 (3.6)    | 96 (3.8)    | 104 (4.1)   | 1,393 (54.9) |
| 来源：            |             |             |             |             |             |             |             |             |             |             |             |             |              |

## 注解
1. ↑  考古学家将哈尔施塔特遗址存在的的时期分为HaA（1200-1000 BC）、HaB（1000-800 BC）、HaC（800-650 BC）、HaD（650-475 BC）四个阶段，其中Ha是Hallstatt的缩写。